# Comuna de Tolkmicko
Tolkmicko (polaco: Gmina Tolkmicko) é uma gminy (comuna) na Polónia, na voivodia de Vármia-Masúria e no condado de Elbląski. A sede do condado é a cidade de Tolkmicko.
De acordo com os censos de 2004, a comuna tem 6631 habitantes, com uma densidade 29,4 hab/km².

## Área
Estende-se por uma área de 225,3 km², incluindo:
- área agricola: 20%
- área florestal: 25%

## Demografia
Dados de 30 de Junho 2004:
|                      | Total   | Total | Mulheres | Mulheres | Homens  | Homens |
| -------------------- | ------- | ----- | -------- | -------- | ------- | ------ |
|                      | pessoas | %     | pessoas  | %        | pessoas | %      |
| População            | 6631    | 100   | 3350     | 50,5     | 3281    | 49,5   |
| Densidade (pop./km²) | 29,4    | 100   | 14,9     | 14,9     | 14,6    | 14,6   |

De acordo com dados de 2002, o rendimento médio per capita ascendia a 1374,65 zł.

## Comunas vizinhas
- Elbląg, Elbląg, Frombork, gmina miejska Krynica Morska, Milejewo, Młynary, Sztutowo